# Горбунова Гора
Горбунова Гора (ранее также Горбунова-Гора, латыш. Gorbunāva) — деревня в Палкинском районе Псковской области России.
Входит в состав Родовской волости. C 1920 до 1944 гг. входила в состав Яунлатгальского (Абренского) уезда Латвии.
Расположена в 29 км к югу от посёлка Палкино.

## Население
Население — 109 человек (2000 год), 86 человек (2010 год).

## История
До 1920 г. село Горбунова-Гора числится центром Качановской волости Островского уезда Псковской губернии.
C 1920 до 1944 гг. входило в состав Латвии. В 1920 — 1925 годах как центр Качановской волости Лудзенского уезда, в 1925 — 1936 годах было центром Каценской волости Яунлатгальского (Абренского) уезда, в 1936 — 1944 годах было центром Упмальской волости Яунлатгальского (Абренского) уезда Латвии.  В январе 1945 года село вместе с районом было возвращено в состав РСФСР в рамках тогда же созданного 16 января 1945 года Качановского района Псковской области (фактически его управление было передано властям Псковской области, образованной 23 августа 1944 года, в тот же период ввиду отсутствия иных органов власти на освобождаемых землях во время Великой Отечественной войны). В 1958 году с упразднением Качановского района деревня перешла в Палкинский район (в Горбуновский сельсовет, после объединения с Брицовским сельсоветом с 1959 года — в Родовский сельсовет, преобразованный в 1995 году в волость.
В апреле 2015 года с упразднением Родовской волости деревня Горбунова Гора вошла в состав Качановской волости.